# Eumecichthys
Eumecichthys is een geslacht van straalvinnige vissen uit de familie van lintvissen (Lophotidae). Het geslacht is voor het eerst wetenschappelijk beschreven in 1907 door Regan.

## Soort
- Eumecichthys fiski (Günther, 1890)